# Wilp-Achterhoek
Wilp-Achterhoek est un village situé dans la commune néerlandaise de Voorst, dans la province de Gueldre. En 2009, le village comptait 500 habitants.